# Hatula
Hatula es un yacimiento arqueológico del natufiense, khiamiense y Neolítico precerámico A, situado en las colinas de Judea, al sur de Latrun, junto al arroyo Nahshon, en Israel, a 20 kilómetros al oeste de Jerusalén. El yacimiento se encuentra a 15 metros sobre el lecho del río, en una ladera rocosa de un valle aluvial. Las excavaciones revelaron tres niveles de ocupación en el natufiense, el khiamiense y el PPNA.
El yacimiento fue excavado en ocho temporadas entre 1981 y 1990 por Monique Lechevallier, del CNRS, y Avraham Ronen, de la Universidad de Haifa. Desenterraron una vivienda semicircular con enterramiento en el último periodo. Se sugirió que el lugar había sido un puesto de caza para rebaños de gacelas.
Los datos de radiocarbono del yacimiento sugieren que fue habitado entre 10150 y 9320 a. C. por grupos semisedentarios. Las pruebas sugieren que en el yacimiento había perros domesticados. El estudio de la industria lítica sugiere que el khiamiense fue una adaptación del natufiense de la zona. Se hallaron indicios de una industria ósea, pero no de herramientas de molienda, objetos de arte o materiales de construcción en los dos primeros niveles, lo que indica un patrón de asentamiento a corto plazo.
Se tomaron muestras paleoetnobotánica sde los periodos khiamiense y Neolítico precerámico A para el análisis de fitolitos. Se obtuvieron pruebas de la presencia de trigo en el yacimiento, junto con una gramínea no identificada cuyas semillas eran posiblemente una fuente de alimento, lo que sugiere que los cereales pueden haber formado parte de la economía natufiense de Hatula. Los cambios en la morfología de las células de las cáscaras de las gramíneas sugieren un mayor contenido de semillas, posiblemente debido a una mayor explotación, en el Neolítico precerámico A.